# Захаров, Георгий Нефёдович
Гео́ргий Нефёдович Заха́ров (24 апреля 1908 года, Старое Семенкино, Бугульминский уезд, Самарская губерния, Российская империя — 6 января 1996, Москва, Российская Федерация) — советский лётчик-истребитель и военачальник, Герой Советского Союза (1945). Генерал-майор авиации (1940).

## Детство и молодость
Родился в крестьянской семье в чувашском селе Старое Семёнкино, ныне Клявлинского района Самарской области. Русский. После смерти родителей в 1920 году в 12-летнем возрасте с младшей сестрой беспризорничал. Выжил в детском приюте, откуда его забрал старший брат, вернувшийся домой после демобилизации из Красной Армии. Работал в крестьянском хозяйстве, батрачил. В 1925 году избран председателем сельского крестьянского комитета. В 1927 году поступил в сельскохозяйственный техникум в Рязаново, который окончил в 1930 году. Член ВКП (б) с 1929 года.

## Начало военной службы
В 1930 году был призван в Красную Армию. В 1933 году окончил 7-ю военную школу лётчиков в Сталинграде. В 1934 году окончил курсов командиров звеньев при 1-й военной школе лётчиков имени А. Ф. Мясникова. С 1934 года служил старшим лётчиком и командиром звена в 109-й авиационной эскадрилье 36-й истребительной авиационной бригады ВВС Украинского военного округа в Киеве. Служил в авиаотряде Павла Рычагова, стал мастером высшего пилотажа.
С октября 1936 по апрель 1937 года лейтенант Г. Н. Захаров участвовал в Гражданской войне в Испании под псевдонимом Энрико Лорес. Летал на истребителе И-15 в авиагруппе Рычагова, был пилотом, потом в боях повышен до командира звена. 4 ноября 1936 года вступил в бой в одиночку против 12 истребителей противника (по собственному признанию, сам пошёл на сближение с ними, приняв их за свои самолёты), на изрешеченной машине чудом сумел совершить вынужденную посадку. К середине декабря 1936 года одержал 1 личную и 2 групповые победы. Общее количество побед в этой войне неизвестно, некоторые авторы пишут о 6 сбитых лично и 4 в группе.
После возвращения из Испании, с июня по ноябрь 1937 года — командир отряда 109-й авиаэскадрильи (Васильков). В 1937 году ему было присвоено воинское звание старшего лейтенанта.
С ноября 1937 по октябрь 1938 года находился в правительственной командировке в Китае. Там лично участвовал в боях японо-китайской войны и согласно ряду публикаций, сбил 2 японских самолёта, обучал китайских пилотов и перегонял в Китай советские истребители с аэродромов Средней Азии. При перегоне в СССР трофейного японского истребителя едва не погиб в авиакатастрофе, отделавшись переломом руки. По возвращении из Китая в конце 1938 года по личному распоряжению народного комиссара обороны СССР К. Е. Ворошилова был произведён из старших лейтенантов сразу в полковники.
С ноября 1938 года по ноябрь 1940 года — командующий ВВС Сибирского военного округа. В это же время в 1939—1940 годах окончил шестимесячные курсы при Академии Генерального штаба РККА. С введением в СССР генеральских званий Постановлением Совета народных комиссаров СССР от 4 июня 1940 года Г. Н. Захарову присвоено звание «генерал-майор авиации». Был одним из самых молодых генералов в СССР (на то время ему было 32 года), но зато за оставшиеся 20 лет военной службы он так и не получил последующее воинское звание. В ноябре 1940 года назначен командиром 43-й истребительной авиационной дивизии (с августа 1941 — 43-й смешанной авиационной дивизии) ВВС Западного Особого военного округа.
18 июня 1941 года Захаров получил специальное задание: совершить разведывательный полёт по другую сторону советско-германской границы. Захаров пролетел на По-2 около 400 км с юга на север над немецкой частью приграничной территории. Он обнаружил «беспрецедентное скопление немецких войск». Захаров писал в своем донесении: «местность к западу от государственной границы забита войсками […] плохо замаскированные или вообще не замаскированные танки, бронеавтомобили и артиллерия […] по дорогам разъезжают мотоциклисты и автомобили, по видимому — штабные».

## Великая Отечественная война
Участник Великой Отечественной войны с первого дня. К началу войны полки дивизии были рассредоточены по полевым аэродромам и не понесли потерь от ударов немецкой авиации, организованно вступив в бой. Сам генерал Захаров вылетел на истребителе И-16 для прикрытия Минска и в небе над городом сбил 2 немецких бомбардировщика. В дальнейшем воевал в составе ВВС Западного фронта, участвовал в Белостокско-Минском и Смоленском оборонительных сражениях, в оборонительном этапе битвы за Москву.
В начале октября 1941 года генерал Захаров получил приказ перебазировать свою авиадивизию на аэродром в городе Гжатск. Сочтя этот аэродром технически непригодным для использования и учитывая близость к нему наступающих частей противника, он вопреки приказу перебазировал дивизию восточнее — в район Можайска и Кубинки. Когда вышестоящее командование обвинило его в невыполнении приказа и трусости, Захарову удалось доказать правильность своих действий. Тем не менее, он был отстранён от командования дивизией и направлен в тыл. Об этом Захаров впоследствии сам рассказал в своих мемуарах «Я — истребитель» (глава «Перебазирование»).
С октября 1941 по апрель 1942 года — начальник Военной школы лётчиков-истребителей в Улан-Удэ. С апреля 1942 по февраль 1943 года — начальник Ташкентской школы стрелков-бомбардиров.
С марта 1943 года и до Победы — командир 303-й истребительной авиационной дивизии 1-й воздушной армии на Западном и 3-м Белорусском фронтах. Участвовал во главе дивизии в Ржевско-Вяземской наступательной операции, в Курской битве, в Смоленской, Оршанской, Белорусской, Прибалтийской, Гумбиннен-Гольдапской, Восточно-Прусской наступательных операциях. В состав дивизии входил французский истребительный авиаполк «Нормандия-Неман». В годы Великой Отечественной войны совершил 153 боевых вылета, в 48 воздушных боях сбил лично 10 самолётов, по другим данным сбил 8 самолётов лично и 2 в группе. На борту его истребителя была личная эмблема — Георгий Победоносец, пронзающий копьём змея с головой Геббельса.

## Послевоенная служба
После войны продолжил службу в ВВС. С июля 1945 года командовал 1-м гвардейским истребительным авиационным корпусом. С января 1947 года — командир учебной смешанной авиадивизии при Военно-воздушной академии. С июля 1947 по декабрь 1948 года служил помощником командующего 14-й воздушной армией Прикарпатского военного округа, затем направлен на учёбу.
Окончил Высшую военную академию имени К. Е. Ворошилова в 1950 году. С декабря 1950 года помощник командующего по строевой части 26-й воздушной армии Белорусского военного округа, с сентября 1951 года был командующим войсками Белорусского пограничного района — заместителем командующего 26-й воздушной армии. С июня 1952 года — помощник командующего 29-й воздушной армии Дальневосточного военного округа. С июня 1956 года — помощник командующего ВВС Воронежского военного округа, а с августа 1959 года — заместитель командующего ВВС этого округа — начальник отдела боевой подготовки и вузов. В октябре 1960 года генерал-майор авиации Г. Н. Захаров уволен в отставку.

## Общественная работа
В отставке активно занимался общественной работой. Возглавлял общества дружбы «СССР — Франция» и «СССР — Вьетнам». Неоднократно посещал Францию и участвовал в передачах французского телевидения, посвящённых ветеранам полка «Нормандия — Неман».
Военный консультант фильма «Земля, до востребования».
В качестве народного заседателя Г.Н. Захаров участвовал в судебном процессе над Пауэрсом.

## Награды и почести
- Герой Советского Союза (19.04.1945)
- орден Жукова (25.04.1995, Российская Федерация),
- три ордена Ленина (19.04.1945, 05.11.1954, 29.08.1955),
- четыре ордена Красного Знамени (02.01.1937, 17.07.1937, 14.11.1938; 19.11.1951),
- орден Кутузова 2-й степени (03.07.1944),
- орден Александра Невского (31.08.1943),
- орден Отечественной войны 1-й степени (11.03.1985),
- два ордена Красной Звезды (06.11.1945, 22.02.1955),
- медаль «За боевые заслуги» (03.11.1944),
- медаль «За взятие Кенигсберга»,
- медаль «За взятие Берлина»,
- другие медали СССР

Иностранные награды
- офицер Ордена Почётного легиона (1944, Франция)
- командор Ордена Почётного легиона (1971, Франция)
- Военный крест с пальмовой ветвью (Франция)
- Почетный гражданин г. Париж

## Память

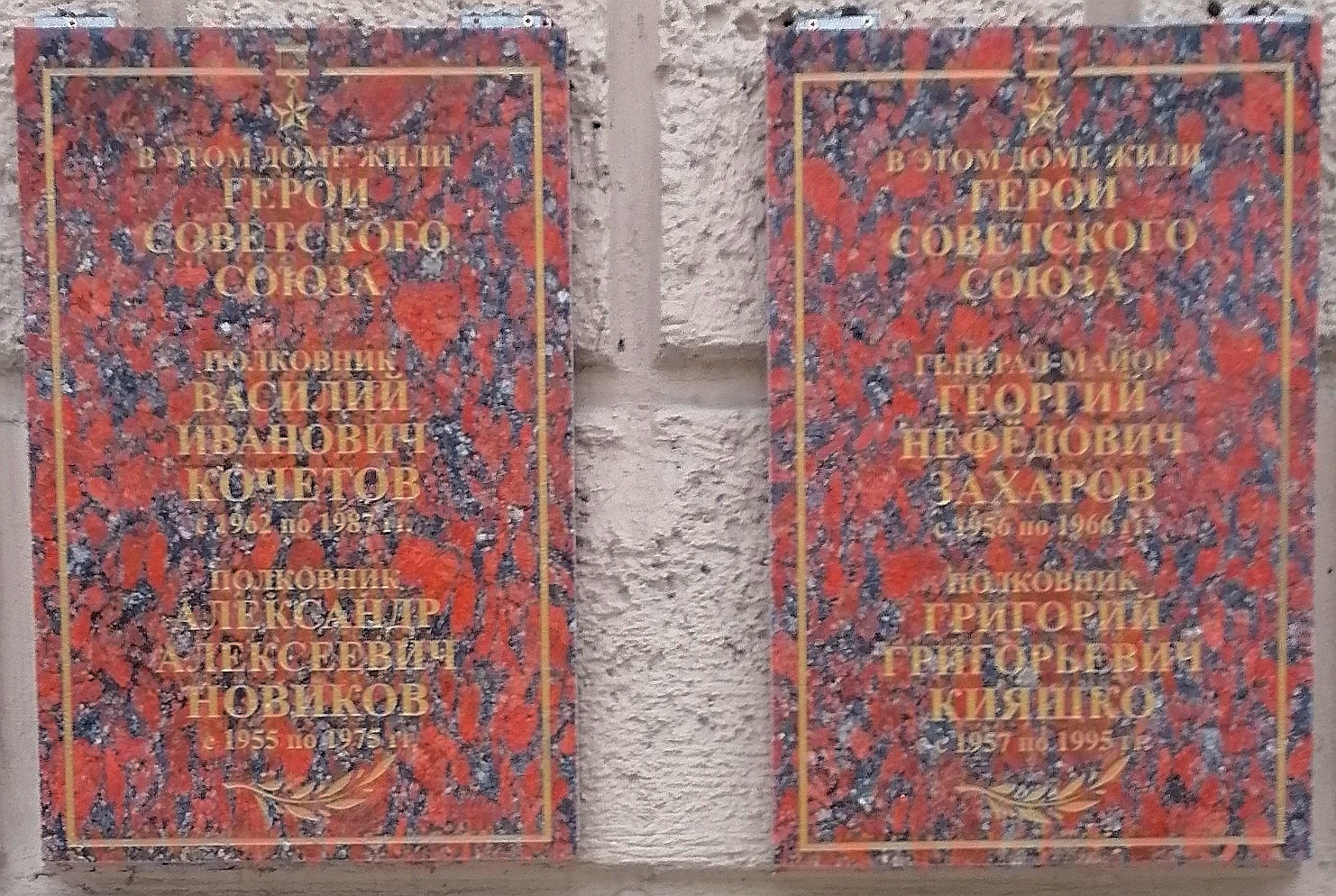
Мемориальная доска в Воронеже

- В г. Димитровграде установлен бюст Георгия Нефёдовича Захарова.
- В г. Воронеж на доме, где жил Г.Н. Захаров в 1956—1966 годах (ул. Мира, 3), установлена мемориальная доска[1].
- Его именем названа улица в родном селе Старое Семёнкино.

## Образ в искусстве
- В киноэпопее «Освобождение» роль Г. Н. Захарова сыграл Анатолий Кузнецов.
- Он послужил прототипом генерала Комарова (актёр Виталий Доронин) в художественном фильме «Нормандия — Неман».
- В романе белорусского писателя Антона Алёшко «Дарогі без слядоў» (1968; рус. перевод «Дороги без следов», 1972) выведен под именем генерала Дичковского.

## Семья
- Жена: Захарова Людмила Георгиевна (1921 г. р.).
- Сыновья: Захаров Игорь Георгиевич[источник не указан 2927 дней] (1935—1978), Захаров Георгий Георгиевич (1943 г. р.).

## Сочинения
- Захаров Г. Н. Повесть об истребителях. М.: Воениздат, 1977.
- Захаров Г. Н. Я — истребитель. — М.: Воениздат, 1985.
- Захаров Г. Н. На огненных высотах. // Военно-исторический журнал. — 1982. — № 5. — С.55-62.; № 6.; № 7. — С.49-56.